# Двоглед
Двоглед или бинокулар је инструмент састављен од пара идентичних телескопа постављених један до другог који су поравнати на тачку у истом правцу што особи која гледа омогућава да види удаљене објекте са оба ока (бинокуларно гледање). Величина двогледа варира од малих двогледа прилагођених за гледање представа до великих војних двогледа.
За разлику од телескопа и монокулара, двоглед даје тродимензионалну слику. Наиме, како су објективи размакнути дају различиту слику па то гледаоцу даје осјећај дубине простора.

## Историја и врсте двогледа

### Галилејански двоглед
Након конструкције првих телескопа појавили су се покушаји конструкције двогледа. Први двогледи су били галилејански, тј. користили су конвексно сочиво за објектив и конкавно за окулар. Давали су усправну слику, а главни недостаци су били уско видно поље и мало увећање. Овакви двогледи се и данас користе код неких јефтиних модела и код двогледа за посматрање представа и опера, као и код златарских лупа.

### Двогледи с призмом
Увећање двогледа је побољшано кориштењем Кеплеровог типа телескопа код кога се слика коју формира објектив посматра кроз окулар. Мана ових телескопа је изокренута слика.
Двогледи с Поро призмом користе систем рефлексије који је патентирао италијански научник Игнацио Поро 1854. године. Овај систем су касније усавршили произвођачи као што је Компанија Карл Цајс крајем 19. вијека. Систем се се састоји од двије поро призме у конфигурацији слова Z и као резултат даје двоглед са широко размакнутим објективима и блиско позиционираним окуларима. Предност ових двогледа је скраћена физичка дужина објектива у односу на жижну даљину и бољи осјећај дубина услијед већег размака објектива.
Двогледи са roof призмом су се такође појавили средином 19. вијека. Дизајнирао их је Achille Victor Emile Daubrasse. Већина таквих двогледа користи Abbe-Koenig или Schmidt-Pechan призму које скраћују физичку дужину објектива и исправљају слику. Код ових двогледа окулари су на приближно истој оси као и објективи који су мање размакнути. Слика је тамнија него код двогледа са поро призмом. Једна од главних мана ових двогледа је скупљи процес производње што резултује скупљим двогледом.

## Оптички параметри
Двогледи се најчешће израђују за посебне намјене и од тога зависе њихови оптички параметри.
- Увећање

Однос жижне даљине објектива и окулара одређује колико је увећање оптичког система. Ако је увећање двогледа 7 то значи да ће објекат који се гледа кроз двоглед изгледати 7 пута ближе. Веће увећање резултује ужим видним пољем и већом осјетљивошћу на помјерање двогледа приликом гледања. Стога се за ручне двогледе најчешће користе двогледи са увећањем до 12 пута.
- Пречник објектива

Већи објектив скупља више свјетлости што олакшава посматрање при смањеном свјетлу па се код објектива са већим пречником добија оштрија и свјетлија слика. С друге стране, маса двогледа расте повећањем пречника па се за ручни двоглед обично користе двогледи са пречником објектива до 70mm.
Код назива двогледа се често наглашавају увећање и пречник објектива. Ознака 8x60 означава двоглед са увећањем 8 пута и пречником објектива 60mm.
- Видно поље

Видно поље зависи од увећања двогледа. Двоглед са већим увећањем има мање видно поље и обрнуто. Видно поље се најчешће означава линеарним јединицама (нпр. видно поље је ширине 100m на 1000m удаљености) или степенима (5,4°).
- Излазна пупила

Пречник излазне пупиле показује колико је свијетла слика која се добија двогледом. Израчунава се као однос пречника објектива и увећања. Што је већи пречник пупиле то је слика свјетлија. Максимални пречник пупиле би требало да одговара максималном пречнику зјенице здравог ока у мраку који износи око 7mm. Уколико је већи, посматрач губи дио свјетла.
- Очиште

Очиште представља удаљеност између ока и окулара на којој посматрач види цијело видно поље. Оптимална удаљеност је око 20mm што омогућава и кориштење наочала ако је то потребно. Удаљеност је већа код окулара за већом жижном даљином.
- Најкраћа удаљеност изоштравања

Најкраћа удаљеност изоштравања је најмања удаљеност на којој се може добити оштра слика у двогледу. Та удаљеност се креће од 0,5 до 30m.

## Механички дизајн

### Подешавања двогледа
Код већине двогледа је омогућено прилагођавање растојања између објектива и окулара тј. жижне даљине. Постоје два облика таквог прилагођавања: независно и централно фокусирање.
Код независног фокусирања могуће је прилагођавати телескопе одвојено. Овакво прилагођавање је најчешће омогућене код телескопа за војну употребу.
Код централног фокусирања оба телескопа се заједно подешавају ротацијом централног точкића. Код неких телескопа је могуће подесити појединачно окуларе због могућности да посматрач нема нормалан вид. Такви окулари се зову диоптери.
Двоглед је најчешће могуће користи без наочала за посматраче који су кратковиди или далековиди обичним подешавањем фокуса. Наочале су обично потребне људима са озбиљнијим облицима астигматизма.
Код неких двогледа је омогућено и подешавање увећања (зумирање) како би се кориснику пружио један двоглед са широким спектром увећања. То се постиже кориштењем више подесивих сочиво сличних сочивима за зумирање на камери. Кориштење те могућности смањује видно поље и слика губи на оштрини. Такође је потребно да се зумирање подеси за оба ока, а произвођачи морају да нађу начин којим ће се избјећи умор и оштећење очију.
Код већине двогледа је такође могуће и подешавање размака између телескопа.

### Стабилност слике
Неки двогледи користе технологију за стабилност слике како би се избјегло трешење слике при ручном кориштењу двогледа са већим увећањем. То се постиже кориштењем помичних жироскопа или механизмима које покрећу жироскопски или унутрашњи детектори. Корисник може да укључи и искључи такву могућност. Овим је омогућено да се и двогледи са увећањем до 20 пута користе као ручни. Мане ове опције су да слика при укљученој опцији није толико оштра при већем трешењу као и то што су такви двогледи тежи и скупљи.

### Поравнање
Телескопи код двогледа су паралелно поравнати што омогућава да видимо једну, наизглед тродимензионалну слику. При најмањој промјени поравнања долази до стварања двије слике што приликом гледања доводи до умарања очију јер мозак покушава да искомбинује слике.
Подешавање поравнања се обавља малим помјерањем призми, подешавањем унутрашњих ћелија или окретањем спољашњих шарафа и обично га изводе професионалци.

## Оптички премази
Стандардни двоглед има 6-10 оптичких елемената са посебним карактеристикама и 16 стаклених површина изложених спољашњим утицајима па произвођачи морају да користе посебне премазе за оптичке елементе да би побољшали слику коју њихов двоглед производи.

### Анти-рефлексивни премази
Анти-рефлексивни премази смањују губитак свјетлости који настаје рефлексијом са сваке оптичке површине. Такође се смањује количина изгубљене свјетлости која се одбија унутар двогледа и чини слику магловитом. Кориштење ових премаза на двогледу са слабијим оптичким карактеристикама може да допринесе да он производи бољу слику од онога са бољим. У ове сврхе се обично користи магнезијум флуорид који смањује рефлектовану свјетлост са 5% на 1%. Напреднији премази тај губитак смањују и на 0,25%.

### Премази за фазну корекцију
Код двогледа са  призмом сноп свјетлости је подијељен на два дијела коа се одбијају од призми наизмјенично. То узрокује дјелимичну поларизацију свјетлости (појава позната као Брустеров угао). Током непрестаних рефлексија правац вектора поларизације се мијења, али за сваки сноп на различит начин тако да се при поновном пресјеку снопова вектори поларизације не подударају. Угао између два вектора поларизације се назива фазни помак или геометријска фаза. Интерференција између два снопа са различитим фазним помаком доводи до различитог распореда интензитета на слици чиме се смањују контрасти и резолуција у односу на слику код поро призме. То се може превазићи премазивањем посебним диелектричним премазима познатим као премази за фазну корекцију или P-премази на површину призми. Ти премази поништавају разлику у фазним помацима између два снопа чиме се избјегавају проблеми при интерференцији.

### Премази металног огледала
Код двогледа са  призмом додају се премази огледала јер свјетлост пада на једну од граница призме са углом мањим од критичног угла па не долази до потпуне унутрашње рефлексије. Без тог премаза изгубила би се већина свјетлости. Користе се премази алуминијског огледала, чија је рефлективност 87-93% или сребрног огледала рефлективности 95-98%.
У старијим моделима двогледа без поклопца се користило сребрно огледало, али пошто оно оксидира касније се код таквих двогледа користило алуминијско огледало иако има мању рефлективност јер не тамни иако није затворено. Код модерних двогледа се користе и једно и друго. Сребрно се користи код висококвалитетних затворених двогледа који се пуне азотом или аргоном па сребрно огледало не тамни.
Ови премази нису потребни код двогледа са поро и Abbe-Koenig roof призмом јер је код њих унутрашња рефлексија потпуна.

### Диелектрични премази
Диелектрични премази се користе у истом типу призми као и претходни да би призми дали особине диелектричног огледала. Неметални диелектрични рефлективни премази су сачињени од неколико слојева или материјала са високим и ниским индексом преламања који се налазе на рефлективним површинама призме. Сваки појединачни слој одбија свјетлосне фреквенције уског обима па је потребно неколико слојева, сваки за другу боју, да би рефлектовали бијелу свјетлост. Добар диелектрични премаз може пружити рефлективност већу од 99% у видљивом спектру свјетлости што је ефикасније и од алуминијског и сребрног премаза.

## Примјена двогледа

### Уобичајена примјена
Ручни двогледи варирају од малих 3 × 10 галилејанских двогледа за оперу, до оних са увећањем 7 до 12 пута и пречником објектива 30-50 mm који се користе за посматрања у природи.
На многим мјестима које посјећује мноштво туриста су инсталирани двогледи са постољем, који се укључују убацивањем новчића и служе да би се туристима омогућио бољи поглед на туристичку атракцију.

### Рачунање удаљености
Многи двогледи имају имају унету скаларну мрежу коју посматрач види гледајући предмет. Тиме је омогућена процјена удаљености од предмета чија је висина бар приближно позната. Уобичајени морнарски двоглед 7×50 имају скалу код које је угао између ознака једнак 5 хиљадитих. Један хиљадити је угао по којим се види предмет висине 1 метар на удаљености од једног километра.
Удаљеност се рачуна сљедећом формулом:
{\displaystyle \mathrm {D} ={\frac {H}{\text{Mil}}}\times 1000}
гдје важи:
- {\displaystyle \mathrm {D} } је удаљеност објекта у метрима.
- {\displaystyle H} је висина објекта.
- {\displaystyle Mil} је угаона висина у броју хиљадитих. (лат. Mil-хиљаду)

Са уобичајеном скалом од 5 хиљадитих, предмет висине три ознаке за који се зна да му је висина у природи 120 метара је удаљен 8000 метара.
{\displaystyle \mathrm {8000m} ={\frac {120m}{15{\text{mil}}}}\times 1000}

### Примјена у војне сврхе
Двогледи имају дугу историју кориштења у војне сврхе. До 19. вијека кориштени су галилејански двогледи, а након тога двогледи са поро призмом. Двогледи који се користе у ове сврхе су много већи од оних који се користе у цивилне сврхе. Обично имају могућност независног фокусирања и прилагодљивији су временским утицајима. Користе се и алуминијски премази да се осигура да не буде губитка рефлективности ако се двоглед покваси.
Кориштена је и комбинација двогледа и перископа — двоглед за ровове, обично у сврхе уочавања артиљерије. Дизајн је омогућавао да се подиже свега пар центиметара изнад грудобрана што је значило да посматрач држи главу у рову.
Војни двогледи из времена Хладног рата су понекад имали сензоре који су откривали инфрацрвено зрачење, док данашњи имају филтере који блокирају ласерске зраке који се могу користити као оружје. Такође имају статиметричке скале у оклуару које омогућавају лакше рачунање удаљености.
Направљени су и двогледи који су намјењени искључиво за употребу на мору. Ручни модели имају увећање 5-7 пута са великим груписаним призмама и телескопима који омогућавају мање напрезање очију. Оваква комбинација спречава затамњење при вибрацијама двогледа у односу на око посматрача. У ове сврхе се користе и велики модели с постољем.
Велики поморски двогледи (са размаком и до 15 метара између сочива објектива, тешки 10 тона) су кориштени у Другом свјетском рату за тражење и одређивање мјеста мета удаљених и до 25 километара.

### Примјена уастрономији
Астрономи аматери доста користе велике двогледе у потрази за кометама и суперновама и мале носиве двогледе за обична посматрања неба. Двогледи посебно направљени за астрономска посматрања имају велике објективе (70 или 80 милиметара) јер се тиме повећава укупна количина ухваћене свјетлости и одређује се најмања звијезда која се може видјети. Астрономски двогледи са објективом већим од 80 mm некада немају призме да би се постигла максимална трансмисија свјетлости. Такви двогледи такође имају и подесиво увећање. За такве двогледе због велике масе је потребно постоље за стабилизацију слике. Максимално практично увећање за ручне двогледе је 10 пута. Двогледима јачим од 15×70 је потребно постоље. Веће двогледе праве астрономи аматери комбинацијом два астрономска телескопа.
Од нарочитог значаја за астрономска посматрања је однос између увећања и пречника сочива објектива. Мање увећање даје веће видно поље што је корисно при посматрању Млијечног пута и великих магловитих објеката (објеката дубоког неба). Велика излазна пупила резултује малим дијелом свијетлости која није искористива за посматраче чије пупиле нису довољно широке. Такве су пупиле које ће се ријетко проширити преко 5 милиметара. Већа излазна пупила прикупља и више свјетлости са позадинског неба, смањујући контраст и чинећи детекцију ситних објеката тежом осим код удаљених простора са занемарљивим загађењем свјетлости. Многи астрономски објекти магнитуде 8 или свјетлије, као што су звјездана јата, маглине и галаксије набројане у Месјеовом каталогу се могу видјети са ручним двогледима пречника 35-40 милиметара. За мања звјездана јата, маглине и галаксије потребно је веће увећање.
Нека расијана звјездана јата, као што су NGC 869 и NGC 884, и лоптаста јата какво је M13, је лако уочити. Међу маглинама лако су уочљиве M17 и NGC 7000.
Велики број објеката који су у потпуности невидљиви за људско око је могуће уочити двогледима средње величине. Ту спадају велики кратери ма Мјесецу, мрачне спољашње планете Уран и Нептун, унутрашње мале планете Церера, 4 Веста и Палас, Сатурнов највећи мјесец Титан и Галилејеви мјесеци Јупитера. Двогледи 10×50 су ограничени на магнитуде од +9.5 до +11 у зависности од стања на небу и искуства посматрача. Астероиди као што су 704 Интерамнија, 511 Давида, 52 Европа и под посебним условима 10 Хигија, су премали да би се видјели уобичајним двогледима. Исто важи и за све мјесеце планета осим Галилејевих мјесеца и Титана, и патуљастих планета Плутона и Ериде. Тешко су уочљиве и Венерине фазе и Сатурнови прстенови, који се могу видјети само се увећањима већим од 20 пута.